# Helina vandiemeni
Helina vandiemeni är en tvåvingeart som beskrevs av Malloch 1923. Helina vandiemeni ingår i släktet Helina och familjen husflugor. Inga underarter finns listade i Catalogue of Life.